# Liste der Bodendenkmale in Putlitz
In der Liste der Bodendenkmale in Putlitz sind alle Bodendenkmale der brandenburgischen Stadt Putlitz und ihrer Ortsteile aufgelistet. Grundlage ist die Veröffentlichung der Landesdenkmalliste mit dem Stand vom 31. Dezember 2020.
Die Baudenkmale sind in der Liste der Baudenkmale in Putlitz aufgeführt.

## Bodendenkmale
| Gemarkung                   | Flur       | Kurzansprache                                                                    | Bodendenkmalnummer | Bemerkung | Bild |
| --------------------------- | ---------- | -------------------------------------------------------------------------------- | ------------------ | --------- | ---- |
| Lockstädt, Mansfeld (Lage)  | 1, 2, 3, 5 | Dorfkern Neuzeit, Dorfkern deutsches Mittelalter                                 | 111639             |           |      |
| Lütkendorf (Lage)           | 1          | Dorfkern Neuzeit, Dorfkern deutsches Mittelalter                                 | 111674             |           |      |
| Mansfeld (Lage)             | 1, 3, 4, 5 | Dorfkern Neuzeit, Burgwall deutsches Mittelalter, Dorfkern deutsches Mittelalter | 111638             |           |      |
| Nettelbeck (Lage)           | 5, 7       | Dorfkern Neuzeit, Burgwall deutsches Mittelalter, Dorfkern deutsches Mittelalter | 111673             |           |      |
| Porep (Lage)                | 1, 4, 6    | Dorfkern deutsches Mittelalter, Dorfkern Neuzeit                                 | 111669             |           |      |
| Putlitz (Lage)              | 1, 14, 2   | Burg deutsches Mittelalter, Burg Neuzeit                                         | 111535             |           |      |
| Putlitz (Lage)              | 1, 14, 2   | Altstadt Neuzeit, Altstadt deutsches Mittelalter                                 | 111627             |           |      |
| Putlitz (Lage)              | 1          | Mühle deutsches Mittelalter, Mühle Neuzeit                                       | 111628             |           |      |
| Sagast (Lage)               | 4, 5, 8    | Dorfkern deutsches Mittelalter, Dorfkern Neuzeit                                 | 111663             |           |      |
| Telschow-Weitgendorf (Lage) | 4, 3       | Dorfkern Neuzeit, Dorfkern deutsches Mittelalter                                 | 111637             |           |      |